# Titularerzbistum Thessalonica
Thessalonica (ital.: Tessalonica) ist ein Titularerzbistum der römisch-katholischen Kirche. 
Es geht zurück auf einen früheren Bischofssitz in der Stadt Thessaloniki, die sich in der römischen Provinz Macedonia im heutigen Griechenland befindet.
| Titularerzbischöfe von Thessalonica |                                  |                                                                                   |                    |                    |
| Nr.                                 | Name                             | Amt                                                                               | von                | bis                |
| 1                                   | Francisco de Carta               | Weihbischof in Urgell (Spanien)                                                   | 1510               | 1521               |
| 2                                   | Juan Miralles                    | Weihbischof in Urgell (Spanien)                                                   | 8. April 1521      |                    |
| 3                                   | Giovanni Doria                   | Koadjutorerzbischof von Palermo (Italien)                                         | 4. Februar 1608    | 5. Juli 1608       |
| 4                                   | Giovanni Battista Maria Pallotta |                                                                                   | 18. September 1628 | 2. Juli 1663       |
| 5                                   | Francesco Vitelli                | Bischof von Ripatransone (Italien)                                                | 16. August 1632    | 7. Juni 1634       |
| 6                                   | Luca Bueno O.S.Io.Hieros.        |                                                                                   | 1664               | 15. Dezember 1666  |
| 7                                   | Francesco Buonvisi               | Apostolischer Nuntius                                                             | 16. Juni 1670      | 27. September 1690 |
| 8                                   | Giuseppe Archinto                | Apostolischer Nuntius                                                             | 18. März 1686      | 18. Mai 1699       |
| 9                                   | Niccolò Caracciolo               |                                                                                   | 10. Mai 1700       | 23. April 1703     |
| 10                                  | Domenico De Zaulis               | emeritierter Bischof von Veroli (Italien)                                         | 6. Mai 1708        | 1. März 1722       |
| 11                                  | Benedetto Odescalchi-Erba        | Apostolischer Nuntius                                                             | 18. Dezember 1711  | 5. Oktober 1712    |
| 12                                  | Zozuno Valignari                 |                                                                                   | 9. Juli 1724       |                    |
| 13                                  | Celestino Galiano OSB            | emeritierter Erzbischof von Tarent (Italien)                                      | 31. März 1732      | 26. Juli 1753      |
| 14                                  | Antonio Branciforte Colonna      |                                                                                   | 11. Februar 1754   | 15. April 1776     |
| 15                                  | Marcantonio Marcolini            |                                                                                   | 12. Juni 1769      | 18. Juni 1782      |
| 16                                  | Nicolaus Pugliesi                | emeritierter Erzbischof von Dubrovnik (Kroatien)                                  | September 1777     | 9. Juli 1778       |
| 17                                  | Inácio de São Caetano OCD        | emeritierter Bischof von Penafiel (Portugal)                                      | 14. Dezember 1778  | 29. November 1788  |
| 18                                  | Vincenzo Massi                   | Bischof von Gubbio (Italien)                                                      | 22. November 1839  | 10. Januar 1841    |
| 19                                  | Giovanni Brunelli                | Apostolischer Delegat Apostolischer Nuntius                                       | 23. Mai 1845       | 7. März 1853       |
| 20                                  | Alessandro Franchi               | Kurienerzbischof Apostolischer Nuntius                                            | 19. Juni 1856      | 22. Dezember 1873  |
| 21                                  | Luigi Jacobini                   | Apostolischer Nuntius                                                             | 20. März 1874      | 19. September 1879 |
| 22                                  | Ferdinando Capponi               | Koadjutorerzbischof von Pisa (Italien)                                            | 18. November 1881  | 8. März 1883       |
| 23                                  | Domenico Ferrata                 | Kurienerzbischof Apostolischer Nuntius                                            | 2. April 1885      | 22. Juni 1896      |
| 24                                  | José Macchi                      | Apostolischer Internuntius Apostolischer Nuntius                                  | 19. August 1897    |                    |
| 25                                  | Achille Locatelli                | Apostolischer Internuntius Apostolischer Nuntius                                  | 22. November 1906  | 11. Dezember 1922  |
| 26                                  | Raffaele Carlo Rossi OCD         | Kurienerzbischof                                                                  | 7. Juli 1923       | 30. Juni 1930      |
| 27                                  | Giuseppe Rossino                 | Kurienerzbischof                                                                  | 28. März 1931      | 31. Dezember 1949  |
| 28                                  | Alfonso Castaldo                 | Koadjutorerzbischof von Neapel Apostolischer Administrator von Pozzuoli (Italien) | 14. Januar 1950    | 7. Februar 1958    |
| 29                                  | Carlo Grano                      | Apostolischer Nuntius Kurienerzbischof                                            | 14. Dezember 1954  | 26. Juni 1967      |